# نمذجة مالية
النمذجة المالية (بالإنجليزية: Financial modeling)‏ مأخوذة من الكلمة العربية نموذج وباللغة الإنجليزية تكتب Model، فالنموذجة يمكن تعريفها على أنها اتباع طريقة منهجية للتطبيق في كل مرة للحصول على نتائج مختلفة، والهدف منها طبعا اختصار الوقت والجهد والمال أحيانا، فالنمذجة هي اذن اعتماد على معادلات رياضية محوسبة تهدف لتحويل العمل المالي إلى معادلات مبرمجة سلفا يمكن استخدامها لدعم القرارت المالية، وتلعب برمجيات الجداول الإلكترونية كاللوتس والإكسل دورا كبيرا في المساعدة على استخدام اقترانات مالية مبرمجة من قبل مايكروسوفت لتخدم قطاع الأعمال التجارية بالضرورة، ونظرا لمرونة الجداول الإلكترونية في التعديل والإضافة والحذف على معادلات مبرمجة من قبل المستخدم فإن النمذجة باستخدام الإكسل يمكن تطبيقها بسهولة أكبر، لان الخلية العملية في الإكسل مثلا يمكن برمجتها بشكل مرن، فمثلا بدلا أن نكتب قيم :
الدخل = المبيعات - المشتريات
بأرقام مجردة مثل : 1000-500 = 500
يمكن أن نقول:
D = s-p
للإشارة إلى أن D الدخل، S:المبيعات، P = المشتريات
فيمكن أن ندخل قيمة المبيعات والمشريات للحصول على قيمة الدخل في كل مرة مع بقاء المعادلة جاهزة للتطبيق، وبالطبع قيمة المرونة التطبيقية في الجداول الإلكترونية تبرز مع حجم الأعمال الكبيرة.
وللنمذجة المالية أهمية كبرى في إعداد دراسات الجدو الإقصتادية، حيث أن اعتماد جداول مالية مبرمجة سابقا لدعم القرارات المالية أمر في غاية الأهمية، لأن أي مكتب متخصص في إجراء البحوث المالية يهمه جاهزية البرامج المالية في إدخال البيانات المالية الإحصائية للحصول على النتائج المعلوماتية بوقت سريع.
ويمكن استخدام الجدولة الإلكترونية في بناء نظام معلوماتي محاسبي تجاري، حيث أن الاستفادة من الجدوال الإلكترونية في ذلك أمر شائع جدا، فمثلا يمكن تطبيق الدورة المحاسبية كاملة على برمجية أكسل من أجل تسهيل العمل المحاسبي، فمثلا التسجيل المالي للعمليات المالية يمكن بسهول كبيرة في برنامج الإكسل من أجل متابعة العمليات المالية شراء وبيعا ودفعا، ويمكن تخصيص صفحات بالإكسل لتسمية حسابات أصناف في النظام المحاسبي، فلو طبقنا على سبيل المثال لا الحصر برنامج الإكسل على مكتبة مختصة ببيع القرطاسية والكتب، فيمكن ذلك بإعادة تسمية صفحة على الإكسل باسم كل صنف من أصناف البضاعة وقيمة البداية للصنف، ومن ثم ربط الصفحات ببعضها البعض كالتالي :
الصفحة 1 :
البضاعة حركات = 1000+ 2000+ 3000 + 4000
الصفحة 2:
البضاعة رصيد= 10000 (مجموع الحركات)
فلو اكتشفنا على سبيل المثال أن قيمة 3000 خاطئة والصحيح : 3500 فأن أي تعديل على الصفحة 1 سيظهر أثره تلقائيا على الصفحة 2 فيصبح الرصيد للبضاعة = 10500
وهنا تبرز قيمة النمذجة المالية بأساس من الحساسية المرنة.
لمزيد من المعلومات حول التالي :
- نظم المعلومات المحاسبية.
- اقتصادية المعلومات المحاسبية.
- برمجية إكسل
- المحاسبة الإلكترونية
- إدارة الأعمال بالحاسب الآلي.